# 夕陽武士
夕陽武士（英語：Sunset Samurai），是來自台灣高雄市的獨立音樂樂團，成立於2013年夏季，成員包括主唱黃聖峰、吉他手王立、貝斯手高晢軒及鼓手王顥諺；音樂類型為全臺語創作，詞曲融合流行搖滾、流行龐克及日搖元素。團名靈感來自於電影《大話西遊之月光寶盒》中，周星馳在片尾所飾演的角色，同時有向電影致敬之意。

## 簡歷
夕陽武士於2013年6月在台灣高雄由黃聖峰、王立牽頭成立，成員包括主唱黃聖峰（阿峰）、吉他手王立德（王立）（另於2020年正式更換為張執翰（Sherlock）擔任吉他手）、貝斯手高晢軒（Jason）及鼓手王顥諺（兔寶）；王立德先於高中時代透過批踢踢實業坊找到高晢軒一起組成樂團「GreenSward」（綠草），直到高晢軒服兵役就另組新團「抗敗」，黃聖峰與王立原本就相識，再加入後來於駁二藝術特區結交的王顥諺，四人一起組成夕陽武士。。其團名靈感來自香港電影《大話西遊之月光寶盒》中，周星馳在片尾所飾演的角色，同時有向電影致敬之意。樂團的音樂融合流行搖滾、流行龐克及日系搖滾元素，並以全臺語創作；2013年12月推出首支單曲《分手信》，2014年12月中則發行首張專輯《日出》，共收錄12首歌。
2015年8月，夕陽武士於《臺灣原創流行音樂大獎》（104年臺灣原創流行音樂大獎）內，以《春夏秋冬》（王立、黃聖峰）一曲獲中華民國文化部選為河洛語組佳作；同年11月亦入圍《第6屆金音創作獎》競逐「最佳新人（團）獎」，隨後曾因長期缺乏休息與良好溝通，而導致團內意見分歧，恰巧當時鼓手兔寶決定往紐西蘭基督城進修，於是協議休團一年。2018年初復出後，它於同年7月在新北市貢寮國際海洋音樂祭（貢寮福隆海洋獨立音樂大賞）獲頒海洋之星獎，2019年5月便發行第二張專輯《風》。
2020年7月王立離團，同年11月也在官方臉書宣佈新成員張執翰（吉他手）加入夕陽武士。2022年底執翰與夕陽武士結束合作，2023年大港開唱演出王立回歸。

## 樂團成員
| 姓名            | 崗位               | 出生日期       |
| 黃聖峰（阿峰）  | 主唱、節奏吉他手   | 1986年9月25日  |
| 王立（王立）    | 主奏吉他手、合音   | 1991年10月22日 |
| 高晢軒（Jason） | 貝斯手、合音       | 1986年6月5日   |
| 王顥諺（兔寶）  | 爵士鼓手、打擊樂器 | 1988年12月21日 |

### 過去成員
| 姓名   | 崗位             | 出生日期      |
| 張執翰 | 主奏吉他手、合音 | 1995年4月23日 |

## 音樂作品

### 專輯
| 專輯 # | 專輯名稱 | 專輯類型 | 發行公司              | 發行日期       | 曲目 |
| 1st    | 日出     | 專輯     | 《日出》 好有感覺音樂 | 2014年12月20日 | 曲目 CD - 日出 - 面對 - 價值 - 關心你的人 - 彼時的青春 - 來不及 - 雙面世界 - 嘿！朋友 - 燈光下 - 分手信 - 春夏秋冬 - 孤單夜曲                                                                           |
| 2nd    | 風       | 專輯     | 《風》 火氣音樂       | 2019年5月24日  | 曲目 CD - 枉費青春 - 一刀讓我倒 - 風 - 煙火 - 風景的氣味 - 牽手 - 好久不見 - 時代造英雄 - 飄撇的靈魂 - 風雨 - 同款的人                                                                                  |
| 3rd    | 萬事如意 | 專輯     | 《萬事如意》火氣音樂  | 2024年10月22日 | 曲目 CD - 心事茫茫 Distracted - 愛情這條路 Love And Thorns - 許桑 Poor Man,Bitter Life - 風飛沙 Drifted Apart - 萬事如意 All The Best - 屈勢 Attitude - 簡單的你 Love Song - 下港少年回頭望 Rock Bottom |

### 單曲
| 專輯 # | 專輯類型 | 發行日期   | 歌名     |
| 1      | 單曲     | 2013年12月 | 分手信   |
| 2      | 單曲     | 2022年2月  | 好久不見 |
| 3      | 單曲     | 2023年2月  | 好的心情 |
| 4      | 單曲     | 2023年12月 | 屈勢     |

## 外部連結
- 夕陽武士的Facebook專頁（页面存档备份，存于）
- 夕陽武士的Instagram帳戶